# Racomitrium vulcanicola
Racomitrium vulcanicola är en bladmossart som beskrevs av Arne Arnfinn Frisvoll och Hironori Deguchi 1988. Racomitrium vulcanicola ingår i släktet raggmossor, och familjen Grimmiaceae. Inga underarter finns listade i Catalogue of Life.